# Franz Maria d'Asaro
Franz Maria d'Asaro (Palermo, 8 giugno 1925 – Roma, 24 agosto 2004) è stato un giornalista, poeta e scrittore italiano.

## Biografia
Redattore, inviato e poi condirettore e direttore responsabile del Secolo d'Italia dal 1953 al 1963; insieme a Nino Tripodi fu uno degli animatori del Secolo Cultura, la terza pagina del quotidiano missino.
Collaborò anche con il settimanale Il Nazionale, diretto da Ezio Maria Gray, e dal 1960, quando Renato Angiolillo lo chiamò per raccontare le Olimpiadi del 1960, fu capocronista per un decennio del quotidiano Il Tempo. Con Armando Plebe diresse il mensile Cultura di destra.
Compose anche poesie; si impose all'attenzione della critica e della stampa con il poema Assalto allo spazio, letto in Campidoglio in presenza dell'astronauta americano John Glenn, per il quale ottenne il premio nazionale cinematografico e televisivo «Marc'Aurelio d'oro» e l'Università di Friburgo lo acclamò «poeta dell'anno». Paola Borboni utilizzò Assalto allo spazio quale conclusione del suo Recital spaziale, insieme a Luna lunatica di Riccardo Bacchelli.
Nel marzo 1973 la sua raccolta poetica Pianeti di vetro fu presentata a Roma, nel salone del Palazzo Pallavicini, da Luigi Barzini, Francesco Grisi, Aldo Palazzeschi, Ettore Paratore, Claudio Quarantotto e Vittorio Vettori; alcune poesie furono interpretate da Ubaldo Lay.
Già vincitore del Premio Tripoli, nel 1987 ricevette il Premio simpatia: l'Oscar capitolino dato a coloro i quali si sono distinti nel sociale. Fu membro dell'Accademia tiberina.

## Procedimenti giudiziari
Con sentenza 3 maggio - 19 giugno 1985 il Tribunale di Roma condannò Franz Maria d'Asaro, Giorgio Almirante e il senatore Michele Marchio al risarcimento di 365 milioni di lire nei confronti di un gruppo di magistrati diffamati da un articolo sul Secolo d'Italia.
Il movente era la perplessità del D'Asaro riguardo alla medaglia d'oro conferita a Rosario Bentivegna sulla strage di Via Rasella a Roma, che provocò il successivo massacro delle Fosse Ardeatine.

## Opere
- I... datteri matureranno..., prefazione di Rodolfo Graziani, Roma, Unitas, 1949.
- Eritrea S.O.S., prefazione di Alfredo Cucco, Palermo, Vespri d'Italia, 1950.
- Coriandoli al sole, Reggio Calabria, Meridionale, 1951.
- L'ultima estate, prefazione di Diego Fabbri, Milano, Cavallotti, 1967. Selezionato al Premio Viareggio[14][15]
- Noi adulteri, prefazione di Flora Antonioni, Roma, Trevi, 1969.[16]
- Pianeti di vetro. Antologia lirica, prefazione di Vittorio Vettori, Palermo, Ila Palma, 1973.
- Il “fascismo” di Peron, Roma, Silva & Ciarrapico, 1973.
- Kurdistan. Nazione fantasma, Palermo, Ila Palma, 1976.
- C'era una volta la Sicilia, Palermo, Thule, 1979.
- Dalla Libia italiana alla Libia di Gheddafi, Roma, Nuove Prospettive, 1981.
- Asmara chiama Roma non risponde, Roma, Nuove prospettive, 1982.
- Socialismo e nazione, con Enrico Landolfi, Roma, Ciarrapico, 1985, ISBN 88-7518-067-9.
- Tien An Men e dintorni. Testimonianze di ieri per la storia di domani, Palermo, Ila Palma, 1990, ISBN 88-7704-097-1.
- Evola: profeta del futuro, Palermo, ISSPE, 2000.
- Gli asterischi, Roma, Nuove Idee, 2006, ISBN 88-7557-155-4.